# Gheorghe Roman (deputat, născut în 1972)
Gheorghe Roman (n. 6 februarie 1972, Mediaș, Sibiu, România) este un politician român, ales deputat în legislaturile 2008-2012  și 2012-2016  în județul Sibiu, președinte al organizației PNL Mediaș și primar al municipiului Mediaș (2016-2024), ales din partea Partidului Național Liberal (PNL).